# Campeonato Paraense de Futebol de 1932
O Campeonato Paraense de Futebol de 1932 foi a 22.ª edição da principal divisão do futebol do Pará. Organizada pela Liga Atlética Paraense, a competição contou com a participação de sete clubes, todos sediados na capital Belém. O Paysandu sagrou-se campeão, conquistando seu 9º título estadual, enquanto o Guarany ficou com o vice-campeonato.

## Participantes
| Equipe          | Cidade | Títulos (mais recente) | Part. |
| --------------- | ------ | ---------------------- | ----- |
| Floriano        | Belém  | 0 (não possui)         | 1ª    |
| Guarany         | Belém  | 0 (não possui)         | 12    |
| Itália          | Belém  | 0 (não possui)         | 1ª    |
| Luso Brasileiro | Belém  | 0 (não possui)         | 8     |
| Panther         | Belém  | 0 (não possui)         | 14    |
| Paysandu        | Belém  | 8 (1931)               | 18    |
| Recreativa      | Belém  | 0 (não possui)         | 2     |

## Premiação
| Campeonato Paraense de 1932    |
| Belém                          |
| ------------------------------ |
| Paysandu Bicampeão (9º título) |